# Acantholimon flexuosum
Acantholimon flexuosum är en triftväxtart som beskrevs av Pierre Edmond Boissier, Heinrich Carl Haussknecht och Aleksandr Andrejevitj Bunge. Acantholimon flexuosum ingår i släktet Acantholimon och familjen triftväxter. Inga underarter finns listade i Catalogue of Life.